# José Miguel de Ezquiaga
José Miguel Ezquiaga fue un oficial de artillería español con participación en la defensa contra las Invasiones Inglesas al Río de la Plata.

## Biografía
José Miguel Ezquiaga (o Esquiaga) nació en Guipúzcoa en 1777. Ya en Buenos Aires se dedicó al comercio en su almacén de ramos generales.
Producida la primera invasión inglesa al Río de la Plata, fue parte del complot para minar el Fuerte y la Recoba.
Durante el Combate de Perdriel del 1 de agosto de 1806, en el cual las tropas británicas vencieron y dispersaron a una pequeña división de voluntarios de milicias, inferior en número, armamento, organización y entrenamiento, el líder de la resistencia Juan Martín de Pueyrredón sólo contaba con unos cincuenta tiradores, unos 40 voluntarios de caballería armados de lanzas, cuatro viejas carronadas que llegadas poco antes del combate fueron apresuradamente montadas en cureñas de mar utilizando osamentas como cuñas, y dos pedreros.
En efecto, en la mañana de ese día arribaron a Perdriel desde la cercana ciudad de Buenos Aires cincuenta voluntarios de refuerzo conducidos por el cabo Juan Pedro Cerpa, algunas armas y municiones recolectadas en la casa del comerciante Santos Incháurregui, y las mencionadas carronadas, al mando de Miguel Ezquiaga y Pedro Miguel Anzóategui. Ezquiaga sobrevivió a la derrota y pocos días después participó de las acciones que llevaron a la reconquista de Buenos Aires.
Partidario de Martín de Álzaga, se vio involucrado en la asonada del 1 de enero de 1809 y en las posteriores causas por tentativa de independencia.
Dispuso su libertad el brigadier Bernardo Lecocq pero su participación en el movimiento continuó afectando su carrera e intereses. El 30 de enero de 1810, revistando como capitán en el Regimiento de Artillería Volante, reclamó "varias partidas de dinero que le retiene el Comandante Don Gerardo Esteves y Llach procedente de sus sueldos".
El 14 de junio se le formó consejo de guerra junto a Felipe Sentenach y Martín Álzaga. Tras la Revolución de Mayo, el 27 de agosto solicitó que "Felipe Sentenach informe sobre los perjuicios que ha sufrido en sus acensos con motivo de la causa de independencia que se le formó". El 20 de septiembre, cuando eleva un nuevo reclamo por sueldos adeudados, revistaba como capitán de artillería ligera de las Provincias Unidas del Río de la Plata.
Pasó luego a Montevideo, bastión realista en el Río de la Plata, donde fue promovido a teniente coronel graduado de milicias urbanas. Prisionero tras la caída de esa plaza en 1814, tras cuatro años de cautiverio en Las Bruscas pudo escapar y pasar a España.